# نئون هیچ
نئون هیچ (انگلیسی: Neon Hitch؛ زادهٔ ۲۵ مهٔ ۱۹۸۶) یک موسیقی‌دان است. وی از سال ۲۰۰۷ میلادی تاکنون مشغول فعالیت بوده‌است.